# Fatimazhra Belhirch
Fatimazhra Belhirch (Rotterdam, 9 oktober 1975) is een Nederlands politica voor D66 en bestuurder. Sinds 13 juni 2023 is ze lid van de Eerste Kamer der Staten-Generaal.

## Biografie
Belhirch is geboren in Rotterdam. Ze studeerde Nederlands recht aan de Erasmus Universiteit Rotterdam, en behaalde een doctoraal in het bedrijfs- en privaatrecht. Daarnaast deed ze aan de Universiteit van Amsterdam een master internationaal en Europees recht.
Belhirch was werkzaam bij het ministerie van Buitenlandse Zaken, onder meer als eerste adviseur van de minister voor Buitenlandse Handel en Ontwikkelingssamenwerking, alsook bij mensenrechtenorganisaties zoals Amnesty International. Sinds 1 april 2022 is ze directeur-bestuurder van de Stichting voor Vluchteling Studenten UAF. Daarnaast was ze van 2019 tot 2023 lid van de raad van toezicht van de Gelderse scholengroep Quadraam. Sinds februari 2021 is ze voorzitter van de raad van toezicht van het Scapino Ballet en sinds januari 2023 van het Cito.
Sinds 13 juni 2023 is ze lid van de Eerste Kamer der Staten-Generaal, waartoe ze bij de verkiezingen van 30 mei dat jaar werd verkozen. Haar maidenspeech deed ze tijdens een debat over een wet die werknemers het recht zou geven om thuis te werken.